# Meret Oppenheim
Meret Oppenheim (Berlín, 6 d'octubre de 1913 — Basilea, 15 de novembre de 1985) fou una fotògrafa i artista surrealista suïssa d'origen alemany. La seva obra va influir no només en les avantguardes dels anys trenta, sinó també en els artistes del darrer terç de segle xx.

## Vida
Era filla d'un pare jueu alemany i una mare suïssa parenta de Hermann Hesse, i va viure en un ambient de tradició culta i artística, que a més es va veure afavorida per l'ambient liberal que prevalia en la seva família. Per això no trobà obstacles a iniciar estudis artístics a l'Escola d'Arts i Oficis de Basilea i a acudir a París als divuit anys per continuar la formació a l'Académie de la Gran Chaumière.
A la ciutat parisenca contactà des del primer moment amb el grup surrealista. En l'ambient excèntric i apassionat dels surrealistes parisencs dels anys trenta, l'aparició de Meret Oppenheim suposà un veritable terratrèmol per a tots ells. No tant per la seva intel·ligència i la seva formació culta i sofisticada, sinó més aviat per la seva indubtable bellesa i vitalitat, per l'ímpetu de la seva joventut i la convicció de la seva radical llibertat: «La llibertat no es dona, cal prendre-la».
Des de la seva arribada entaulà amistat amb Giacometti, Hans Arp, Man Ray, Max Ernst i la resta d'artistes que pul·lulaven per Montparnasse. Posà nua per a Man Ray, i deixà Max Ernst perdudament enamorat, encara que al cap de poc l'abandonaria. Anteposava la seva plena llibertat i la seva condició de dona a qualsevol altra consideració; tampoc va tenir objeccions a reconèixer la seva bisexualitat, no estava feta per descomptat per a una relació monògama.
Des del punt de vista artístic fou precisament aquesta primera època la més intensa i la més coneguda també en el conjunt de la seva obra, fou convidada per Giacometti i Arp a exposar al Saló de 1933 amb els surrealistes i més tard, el 1936, participà en l'exposició Art Fantàstic, Dadaisme, Surrealisme al Museu d'Art Modern de Nova York amb Déjeuner en Fourrure (Joc de cafè de pell), obra que causà sensació i va ser adquirida pel Moma. Meret va continuar exposant en les exposicions col·lectives del grup una obra que s'inscriu en el repertori purament surrealista, basada en el dibuix, la pintura, la poesia, l'escriptura onírica, la psicoanàlisi, l'humor, amb els seus Ready Made –objectes quotidians descontextualitzats.
Aquesta fase creativa tan agitada i reeixida es veuria interrompuda bruscament per l'arribada dels nazis al poder a Alemanya. Va marxar a Basiliea, on es casaria al final de la Guerra amb Wolfang La Roche. Aquells anys va afermar el seu estil i perseverà en el treball sobre objectes, que en molts casos insistien en el seu contingut sexual i el seu simbolisme fetitxista, com a My nurse, fent mofa dels estereotips socials, en especial els de gènere. Entre els anys 1934 i 1939 va dissenyar per a Elsa Schiaparelli botons, cinturons, polseres, barrets, bufandes i guants. El 1942 participà en l'exposició Primers papers del Surrealisme, a Nova York. Més tard, el 1958 s'inicià en l'escultura i a l'any següent va fer una actuació privada anomenada Spring Banquet en què exposava tot d'aliments sobre el cos nu d'una dona, en els quals es delectaven els convidats-espectadors. La repetiria després, a petició de Breton, a EROS, l'Exposition Internationale du Surrealisme celebrada a París, amb el nom de Cannibal Feast.

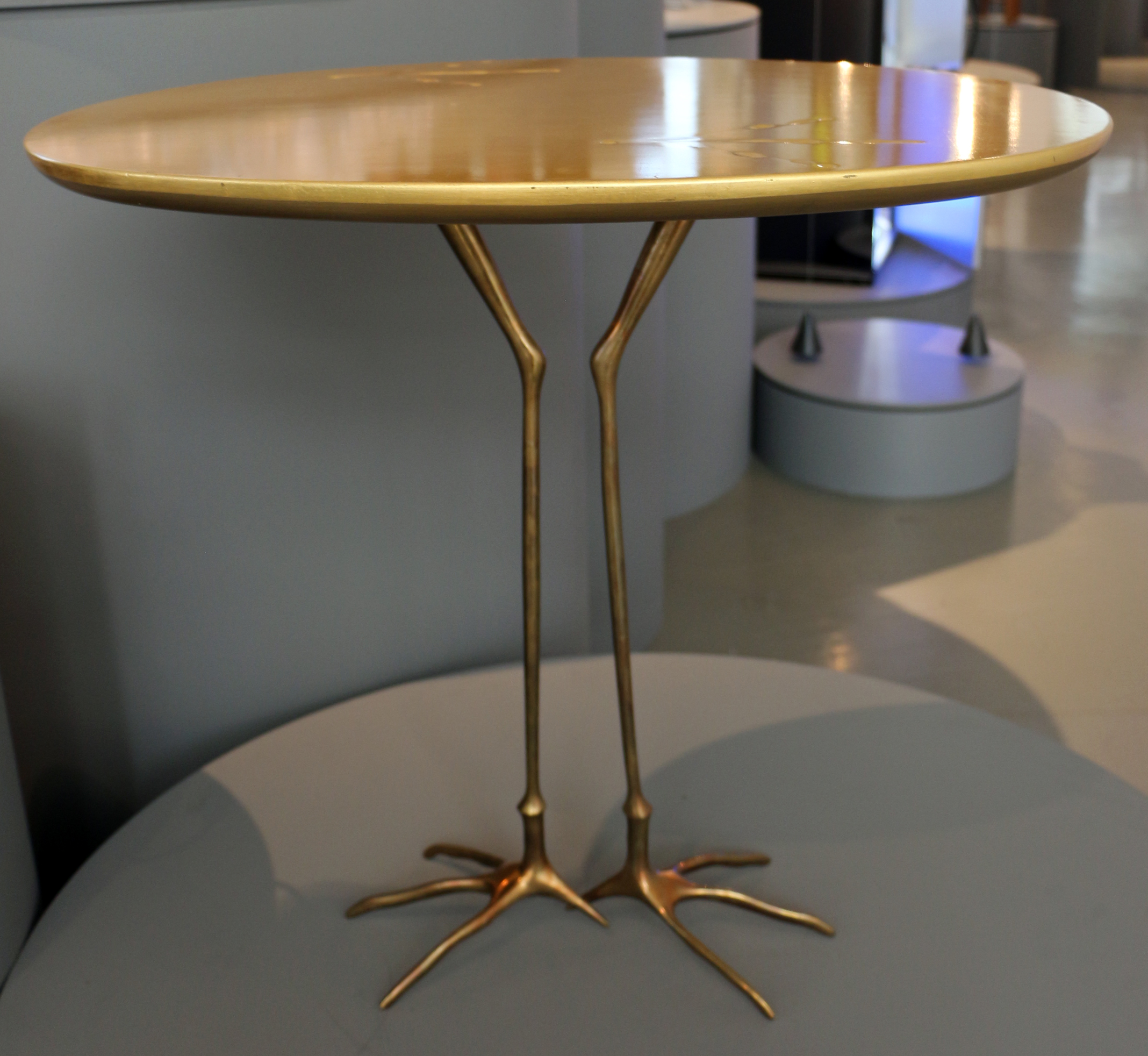
Meret Oppenheim, Taula amb peus d'ocell

Malgrat la crisi creativa i personal que l'allunyà del món artístic i afectà la seva obra durant un temps, i encara que el seu nom quedés en l'oblit durant anys, ella continuà treballant. La seva obra i la seva figura fou recuperada pels nous artistes, que la reconegueren com a referent i com l'exponent més important de l'avantguarda suïssa. I ella s'hi va interessar i seguí en la recerca creativa fins a la mort, que li arribà a l'edat de 72 anys, el dia 15 de novembre de 1985 en la seva residència de Suïssa.
Les seves obres més conegudes són: «Joc de cafè de pell», 1936; «La meva infermera», 1936; «Taula amb peus d'ocell», 1939; «Banquet», 1958, «Miss Gardènia» i «L'esquirol», 1959, «Que aprofiti, Marcel!», 1966.

## Reconeixements
Després de la seva mort, es van fer diverses exposicions de la seva feina, però l'homenatge més gran és l'existència del Premi Meret Oppenheim que atorga anualment l'Oficina Suïssa de Cultura a artistes de més de quaranta anys.
Ja en el segle XXI, en una mirada retrospectiva que vol reconèixer la importància d'aquesta membre femenina infravalorada dins del corrent del surrealisme, se li han dedicat diverses exposicions. Al Museu Picasso de Màlaga –Meret Oppenheim. Reflex d'una època, a l'octubre de 2020. Al Museu de Belles Arts de Berna, en col·laboració amb el MoMA de Nova York i la Col·lecció Menil, de Houston s'ha presentat entre octubre de 2021 i març de 2023 una mostra de més de 200 objectes que evidencia les connexions de la seva obra amb altres formes de l'art contemporani –l'Art Pop, el Nou Realisme o l'Art Pobre– i l'energia de la seva creativitat.